# Magistrat Sahm
Der Magistrat Sahm war der letzte Magistrat der  Stadt Danzig von 1919 bis 1921. Seine Aufgaben wurden danach vom Senat der Freien Stadt Danzig übernommen.

## Geschichte
Seit dem Ende des Ersten Weltkriegs kam es zu grundlegenden Umbrüchen in der Verfassung der Stadt Danzig. Im November 1918 war ein Arbeiter- und Soldatenrat gebildet worden, der neben dem regulären Magistrat Entscheidungskompetenzen für sich in Anspruch nahm. Außerdem drohte die Ablösung der Stadt vom Deutschen Reich.
Am 2. Februar 1919 wurde Heinrich Sahm zum neuen Oberbürgermeister von Danzig gewählt.
In die Zeit des letzten Magistrats fielen die Bewältigung der schwierigen wirtschaftlichen Situation  nach dem Kriegsende, zum Beispiel durch die Aufrechterhaltung von Notgeld.
Durch den Versailler Vertrag von Juni 1919 wurde die Bildung einer Freien Stadt Danzig beschlossen, als politisch eigenständiges Staatsgebilde außerhalb des Deutschen Reiches.
Durch die Bildung eines Staatsrats im März 1920 und des ersten Senats Sahm Ende 1920 wurden die Kompetenzen des Magistrats erheblich eingeschränkt.
Am 31. März 1921 wurde der Magistrat der Stadt Danzig aufgehoben. Als Entscheidungsgremien blieben die Stadtbürgerschaft (Stadtverordnetenversammlung) für die Stadt Danzig sowie der Senat und der Volkstag für den gesamten Freistaat Danzig, der auch das umliegende Territorium umfasste.

## Magistratsmitglieder

### Hauptamtliche Stadträte
Die hauptamtlichen Stadträte wurden jeweils nach dem Ausscheiden eines Vorgängers auf unbestimmte Zeit berufen.
| Name Status          | Amt                         | Partei    | Lebensdaten     | Bemerkungen                                                             |
| -------------------- | --------------------------- | --------- | --------------- | ----------------------------------------------------------------------- |
| Heinrich Sahm        | Oberbürgermeister           | parteilos | 1877–1939       | bis Ende 1920, dann Senatspräsident                                     |
| Hugo Bail            | Bürgermeister               |           | 1863–1942       | seit 1910, ab Ende 1920 die Aufgaben des Oberbürgermeisters übernehmend |
| Fritz Dumont         |                             |           | 1878– nach 1942 |                                                                         |
| Alfred Evert         |                             |           |                 |                                                                         |
| Karl Franz Fehlhaber | Stadtbaurat                 |           | 1854–1937       |                                                                         |
| Dr. Arthur Grünspan  |                             |           |                 | seit 1917                                                               |
| Max Hellwig          |                             |           | 1884–nach 1944  |                                                                         |
| Felix Heinrich Mayer |                             |           | 1867–nach 1939  |                                                                         |
| Wolf Runge           | Direktor der Staatsbetriebe |           |                 |                                                                         |
| Hubertus Schwartz    |                             |           | 1883–1966       |                                                                         |
| Karl Theodor Stobbe  | Stadtbaurat                 |           | 1866–1931       |                                                                         |
| Hermann Strunk       | Stadtschulrat               |           | 1882–1933       |                                                                         |
| Otto Walter Toop     |                             |           | 1855–1921       |                                                                         |

### Nebenamtliche Stadträte
Am 2. März 1920 wurden die nebenamtlichen Stadträte neu bestimmt. Erstmals hatten die neu gegründete Deutschdemokratische Partei, die Freie Wirtschaftliche Vereinigung und die Unabhängige Sozialdemokratische Partei eigene Stadträte. Daneben blieben einige der bisherigen nebenamtlichen Amtsträger.
| Name                   | Partei                                 | Lebensdaten | Bemerkungen                                            |  |
| ---------------------- | -------------------------------------- | ----------- | ------------------------------------------------------ |  |
| Richard Ernst          | Freie Wirtschaftliche Vereinigung      | 1856–1936   | Kaufmann                                               |  |
| Gustav Fuchs           | Freie Wirtschaftliche Vereinigung      | 1857–1929   | Verleger, Herausgeber der Danziger Neueste Nachrichten |  |
| Karl Fuchs             | Zentrum                                | 1876–       | Kaufmann                                               |  |
| Hermann Richard Gronau | Deutschdemokratische Partei            | 1835–1909   | Kaufmann                                               |  |
| Hermann Knochenhauer   | Deutschnationale Volkspartei           | 1857–1934   | Apotheker                                              |  |
| Gustav Karow           | Deutschnationale Volkspartei           |             |                                                        |  |
| Johann Krause          | Zentrum                                |             | Gewerkschaftssekretär                                  |  |
| Friedrich Lenz         | Deutschnationale Volkspartei           | 1858–1940   |                                                        |  |
| Friedrich Nagrotzki    | Sozialdemokratische Partei             | 1873–       |                                                        |  |
| Albert Carl Neumann    | Deutschdemokratische Partei            | 1853–1921   | Unternehmer                                            |  |
| Max Plettner           | Unabhängige Sozialdemokratische Partei | 1891–1981   | Tapezierer                                             |  |
| Arthur Raube           | Unabhängige Sozialdemokratische Partei | 1888–1939   |                                                        |  |
| Konrad Redmer          | Polnische Partei                       | 1870–1921   | Arzt                                                   |  |
| Otto Wölk              | Sozialdemokratische Partei             | 1876–       | Kaufmann                                               |  |